# Číchov
Číchov (in tedesco Tschichau) è un comune della Repubblica Ceca facente parte del distretto di Třebíč, nella regione di Vysočina.